# Guidizzolo
Guidizzolo (Ghidisöl in dialetto alto mantovano) è un comune italiano di 6 017 abitanti della provincia di Mantova in Lombardia, situato nella Pianura Padana, ai piedi dei colli morenici del lago di Garda, nell'Alto Mantovano, a metà strada tra Brescia e Mantova.
Oggi Guidizzolo vive principalmente di un evoluto settore agricolo, di un vivace commercio e di una tradizione nell'industria tessile e meccanica che si sta evolvendo verso una sempre maggiore diversificazione produttiva. È sede del Liceo Artistico "A. Dal Prato", un percorso di studi che consente di esprimere la propria creatività e progettualità.

## Geografia fisica
Il territorio di Guidizzolo è composto dal nucleo centrale e da tre frazioni: Birbesi e Rebecco, situate a sud-est, e Selvarizzo, situato a sud- ovest del centro principale. Appartiene alla zona sub-collinare posta ai piedi delle alture che delimitano il lago di Garda verso la Pianura Padana.
Il paese dista circa 30 km da Mantova, 40 km da Brescia e Verona e 20 km dal Lago di Garda.
Secondo la Classificazione sismica, il comune appartiene alla zona 3 (sismicità medio-bassa).
La ciclabile con percorrenza lungo l'alzaia canale Virgilio permette di ripercorrere trasversalmente - lungo l'ideale asse est-ovest rappresentato dal canale - una vasta porzione del territorio pedecollinare, da Guidizzolo per arrivare nei pressi del fiume Mincio collegandosi alla Pista ciclabile del Mincio.

### Clima
Il clima di Guidizzolo è quello tipico dell'alta Pianura Padana di tipo temperato sub‐continentale: gli inverni sono moderatamente rigidi, poco piovosi e con giornate di nebbia; le estati sono calde e afose con precipitazioni a carattere temporalesco; le primavere e gli autunni sono generalmente piovosi.
- Classificazione climatica: zona E 2428 62.[11]

## Origini del nome
Sono state avanzate diverse ipotesi sull'origine del toponimo: alcuni ritengono che derivi da un personale germanico, forse "Godizzo" o "Wito". Altri sostengono derivi dal latino guttus, in diminutivo significa "piccola palude".

## Storia
Diversi sono gli insediamenti preistorici, soprattutto dell’Età del Bronzo, individuati nel territorio comunale, di cui il più vasto è quello di Dossodaione. La presenza romana è testimoniata a Guidizzolo, oltre che da diversi reperti sporadici, da un antico e raro calendario fittile rinvenuto nel suo territorio.
Situato tra Mantova e Brescia, fu per diversi anni oggetto di contesa tra le Signorie di Mantova e Brescia, come testimonia il Trattato di Pace che qui venne stipulato il 24 agosto 1216 e che prese il nome da questa località. Entrato a far parte nell’orbita gonzaghesca, seguì le sorti del Ducato di Mantova e subì successivamente l'occupazione asburgica. 
Anche Guidizzolo fu coinvolta direttamente, soprattutto nella sua contrada di Rebecco, nella sanguinosa Battaglia di Solferino e San Martino del 1859 e dagli eventi bellici successivi, il ché lo rende comune associato al MuDRi. In seguito all’unione delle province lombarde al regno di Sardegna, in base al compartimento territoriale stabilito con la legge 23 ottobre 1859, il comune fu incluso nel mandamento I di Castiglione, circondario V di Castiglione, provincia di Brescia. Il trattato di Vienna sancì l’unione della provincia di Mantova al Regno d’Italia che venne ripristinata ai suoi precedenti confini nel 1868, il comune fu incluso nel distretto VIII di Castiglione delle Stiviere.
Il 9 luglio 2007 si è abbattuta su Guidizzolo una violenta tromba d'aria causando gravi danni e diversi feriti.

### Simboli

Il gonfalone comunale

Lo stemma e il gonfalone sono stati concessi con decreto del presidente della Repubblica del 21 dicembre 1956.

Bandiera comunale

Il gonfalone è un drappo partito di bianco e di giallo.

## Monumenti e luoghi d'interesse
Le risorse artistiche e culturali di Guidizzolo si racchiudono nel piccolo centro storico, di cui l’antica chiesa Parrocchiale del XVIII sec. rappresenta il monumento principale. Di più recente costruzione, invece, la Torre Civica realizzata nel 1911 nello stesso luogo dove la precedente torre era crollata nel 1870, e in parte demolita nel 1875. Nel centro spiccano inoltre il Palazzo Municipale, il signorile Palazzo Rizzini, ex residenza dei nobili del luogo, e Palazzo Pezzati, oggi sede bancaria. Poco fuori dal paese, in direzione della frazione Birbesi, sorge il romanico Oratorio di San Lorenzo, semplice ed elegante edificio a capanna risalente al XII secolo.
- Torre merlata, del XX secolo

Costruita nel 1911, nello stesso luogo dove era crollata (1870) e in parte demolita (1875) l'antica torre medioevale. Il mosaico, raffigurante la Vergine, è opera degli alunni della Scuola statale d'Arte di Guidizzolo (1955). La costruzione, che si affaccia su Piazzale Marconi a pochi passi dal Comune va a sostituire una costruzione medievale inserita in una fortificazione, dato che Guidizzolo da sempre si trova ad essere territorio di confine tra Mantova e Brescia.
- Palazzo Municipale, del XIX secolo

In stile neoclassico, progetto e disegno dell'architetto G.B. Vergani, attivo nel mantovano dal 1819.
- Palazzo Rizzini, del XIX secolo

Ricostruito su edificio preesistente, le due facciate in stile neoclassico e dalle linee luminose sono attribuibili all'architetto bresciano Rodolfo Vantini (1792 - 1856).
- Palazzo Pezzati, dei secoli XV-XVI

Oggi sede della Banca Monte Paschi di Siena, che ne ha curato il recupero, così denominato dall'ultima famiglia proprietaria, preceduta dai Bonfiglio e, anticamente, dai Ceresara. All'epoca dei Gonzaga fu sede del Commissariato, come si evince dalla lastra marmorea collocata recentemente nel cortile d'ingresso. La tradizione orale vuole che abbia ospitato (1580) il card. Carlo Borromeo, a Guidizzolo in visita pastorale.
- Chiesa dei Santi Pietro e Paolo, del XVIII secolo

Antica pieve medioevale, unita all'Abbazia di Leno nella Diocesi di Brescia, da sempre l'edificio principale di culto e il centro religioso della comunità. Dedicata ai SS. Pietro e Paolo, apostoli. Officiata dai monaci benedettini olivetani dal 1508, passò sotto la giurisdizione del vescovo di Mantova nel 1787.
Di stile architettonico composito l’antica parrocchiale conserva al suo interno numerose opere pittoriche tra cui spiccano una preziosa pala del pittore Giuseppe Bazzani – “S. Antonio da Padova e l’Angelo” (1750 /1760) – e tracce di affreschi del XV secolo. Nell’abside è conservato un prezioso crocefisso ligneo risalente alla seconda metà del ‘400.
- Monumento ai Caduti, 1969

Il tema si ispira alla Pietà: raffigura infatti una madre con il figlio morente tra le braccia. Opera in bronzo dello scultore modenese Marino Quartieri.
- Oratorio di San Lorenzo, del XIII secolo

L'oratorio, dedicato a san Lorenzo martire, sorge in un luogo isolato e suggestivo, circondato da un boschetto. Fondato presumibilmente alla fine del Quattrocento sui resti di un edificio preesistente dall'eremita padre Girolamo Redini, istitutore della Congregazione degli eremiti di Santa Maria in Gonzaga.
Dopo la soppressione dell'Ordine, agli inizi del Seicento l'oratorio passò ai monaci olivetani, che a loro volta lasciarono Guidizzolo alla fine del Settecento.
L'immobile dal 1995 appartiene al Comune di Guidizzolo che ne ha curato il recente restauro.
- Teatro comunale, 1840

La prima testimonianza della costituzione di un teatro risale al 1840, quando un gruppo di notabili costituì una "Società per azioni" per offrire un ambiente di cultura e di svago. Venne quindi adibita a teatro la sala al primo piano del Palazzo, capace di 80 posti. Vi ebbero luogo spettacoli di vario genere, prosa in particolare, in stagioni irregolari. La vita del "Teatro sociale", così era chiamato, si stava per chiudere con l'avvento della Grande Guerra: il Comune aveva la necessità di nuovi spazi per riorganizzare gli uffici ed il teatro venne smantellato.
Al termine del 1° conflitto mondiale, negli anni 1918-1920, l'Amministrazione comunale provvide alla costruzione di un nuovo Teatro, in Via Filzi: dell'originario impianto architettonico rimane oggi solamente la pregevole facciata in quanto l'edificio fu rimaneggiato più volte negli anni '60 e '80. Nel 1997 l'Amministrazione comunale ha chiesto e ottenuto un contributo dalla Banca Nazionale del Lavoro finalizzato all'adeguamento di strutture e impianti secondo le norme vigenti ed all'abbattimento delle barriere architettoniche. Terminati i lavori il Teatro è stato inaugurato il 29 ottobre 2000.
- Chiesa Parrocchiale Birbesi

Parrocchia della diocesi di Mantova; fino al 1787 appartenne alla diocesi di Brescia. Già dipendente dalla giurisdizione della “plebs” di Guidizzolo, nel 1464 la chiesa di Birbesi diviene ”parrocchia mercenaria autonoma” con l’onere da parte degli abitanti di costruire la chiesa e mantenere il sacerdote, che sarà eletto dalla vicinia del “colonnello” di Birbesi. Nel 1489 infatti la chiesa venne consacrata e consegnata alla vicaria di Castiglione delle Stiviere.
- Parco Barriera
- Portale della Barriera[19]

## Società

### Evoluzione demografica

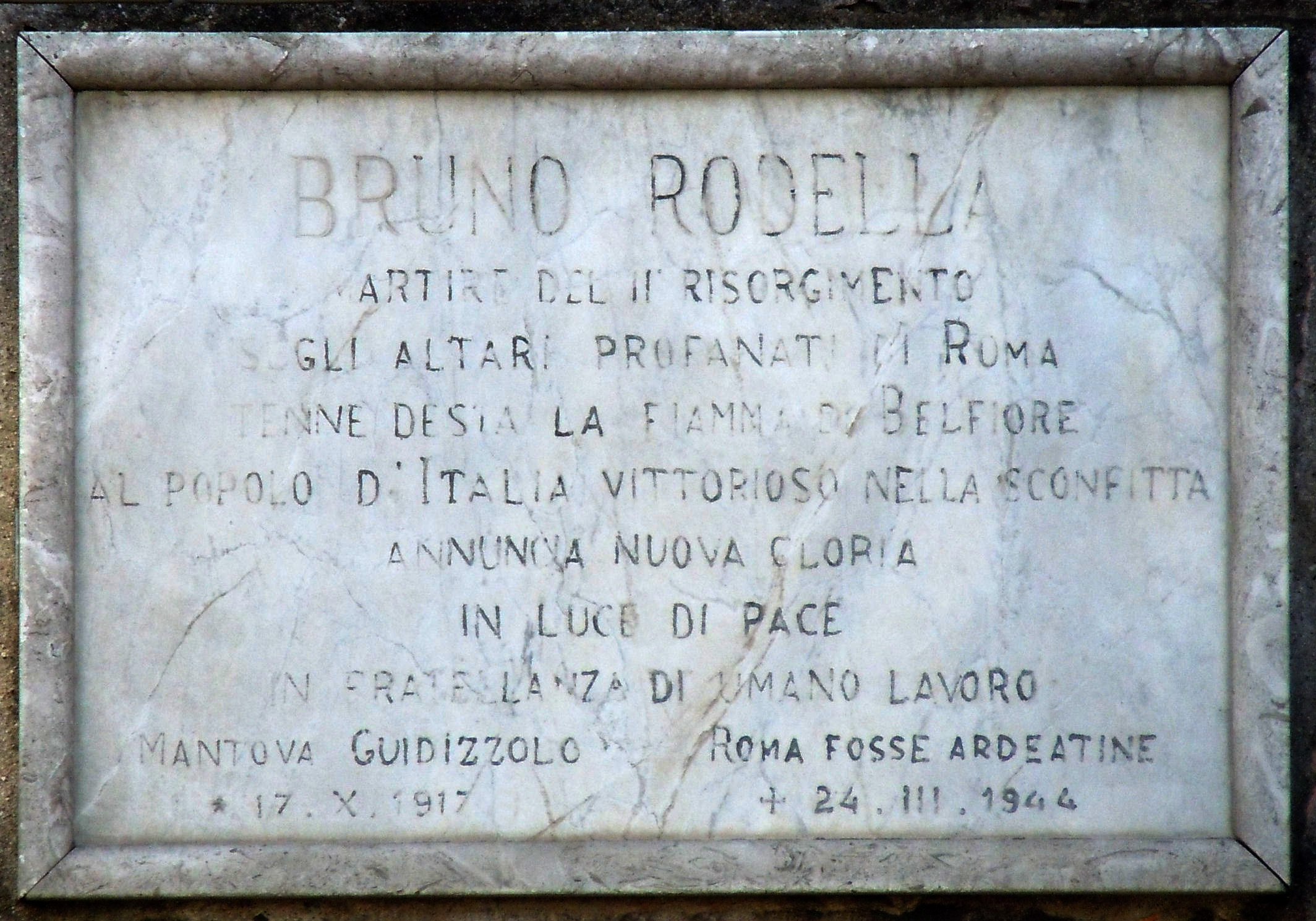
Lapide a Bruno Rodella, vittima alle Fosse Ardeatine

Abitanti censiti

### Lingue e dialetti
È considerato facente parte del sistema linguistico del dialetto mantovano, ma con elementi di transizione col dialetto bresciano.

## Cultura
La vita culturale ha il fulcro nei servizi e negli incontri organizzati dalla biblioteca comunale "Arianna Fornari", una ricca stagione teatrale prende vita presso il teatro comunale e numerosi eventi vengono organizzati presso la cornice dell'oratorio di San Lorenzo.
Sono particolarmente sentite dalla comunità la Sagra d'ottobre e la Fiera di luglio. Numerose sono le associazioni che animano il periodo estivo con le tradizionali manifestazioni delle frazioni Birbesi e Rebecco, insieme alle feste dell'oratorio, dell'Avis, della birra e le gare ciclistiche. Tradizioni originate il secolo scorso sono il Palio delle Contrade (Tram, Fontane, Luce, Torre, Birbesi e Rebecco) e la ormai classica camminata della salute del primo di maggio, giunta alla 50° edizione.

### Istruzione

#### Biblioteche
- Biblioteca comunale "Arianna Fornari"[21]

#### Scuole
Sul territorio comunale sono presenti le seguenti tipologie di scuole:
- Scuole dell'Infanzia[23][24]
- Scuole Primarie "De Amicis"[23][24]
- Scuole Secondarie di I grado "Fortunati"[23][24]
- Liceo Artistico "A. dal Prato"[24][25]

### Cucina
- Quaglia arrosto tipica di Guidizzolo.
- Pancetta steccata tipica di Guidizzolo.[26]

### Musica
Ha sede sul territorio l’Ente Filarmonico che assevera fra i suoi gruppi una delle bande più antiche d’Italia. Fondato nel 1839, l’ente ha diverse scuole di musica con circa 250 allievi provenienti anche dai comuni limitrofi. Alcuni professori musicisti hanno inoltre dato vita anche all’Orchestra Sinfonica dei Colli Morenici.

## Geografia antropica

### Frazioni e località
Le frazioni di Guidizzolo sono Birbesi (3,46 km), Rebecco (3,19 km) e Selvarizzo (3,30 km). 
- Birbesi sorge a sud del centro, in un territorio fertile e ricco di risorgive, solcato da due corsi d'acqua, le seriole Birbesi e Marchionale, con 155 abitanti è la frazione più popolosa, comincia ad essere citato intorno all'anno 603 d.C. ma il territorio era abitato già in epoca preistorica. Parrocchia autonoma dal medioevo fino al 1930. [28]
- Rebecco si trova ad ovest del centro, ha 118 abitanti ed è passata alla storia della seconda guerra d'indipendenza in quanto, nella zona tra Casa Nuova e Le Baite, durante la Battaglia di Medole del 24 giugno 1859, divampò una lotta molto cruenta per le posizioni tra i due eserciti che culminò con la ritirata austriaca, ma sul campo si consumarono innumerevoli sacrifici di vite umane.
- Selvarizzo è localizzata a sud-est del centro, è la frazione più piccola con 45 residenti.[29]

A queste si aggiungono diverse località, non troppo distanti dal centro: Bardellona (4,20 km), Fienili (1,44 km), Quagliara (0,82 km), Sferza (4,14 km), Zancane (4,05 km), Zanina Piccola (2,57 km) e Case sparse.

## Economia

### Struttura economica
L'agricoltura garantisce le produzioni tipiche delle zone padane con una spiccata specializzazione sugli ortaggi. Il primario è completato dalla zootecnia, rivolta prevalentemente all'allevamento di avicoli, bovini e suini. Numerosi i comparti in cui è rappresentato il secondario: alimentare, tessile e dell'abbigliamento, edile, metalmeccanico, del legno e della produzione di mobili, cartario, dei materiali da costruzione, elettronico e della produzione e distribuzione di gas ed energia elettrica.
Fra gli uffici presenti si contano quelli municipali, postali e due farmacie, nonché la locale stazione dei carabinieri e la sede del Distretto Veterinario Alto Mantovano di ATS. Vi è presente la RSA Fondazione Contessa Rizzini Onlus, una struttura moderna ed accogliente al servizio di ospiti non autosufficienti.
Il mercato settimanale si svolge il mercoledì mattina nelle vie Vittorio Veneto e IV Novembre, mentre il venerdì in piazza Mutti ha luogo il mercato contadino.

#### Francobolli
Marca di recapito autorizzato sovrastampata: per un breve periodo nel paese ebbe sede il servizio privato comunale di emissione francobolli e consegna della corrispondenza fra i comuni di Guidizzolo, Cavriana, Medole, Solferino e la città di Mantova. Nacque per iniziativa del perito filatelico Guglielmo Oliva e funzionò dal 9 febbraio 1945 al 28 aprile 1945, entrando in azione solamente quando si interrompeva il servizio postale ufficiale. Per questo motivo Guidizzolo rientra nell'elenco degli stati e amministrazioni postali che hanno emesso francobolli a seguito della loro invenzione nel 1840.

## Infrastrutture e trasporti
Il comune di Guidizzolo è stato per anni attraversato dalla strada statale 236 Goitese che rappresenta il principale collegamento tra Mantova e Brescia.
Nella mattinata del 1° giugno 2021 è stata inaugurata ed aperta al traffico la Tangenziale di Guidizzolo, opera strategica da 44,3 milioni di euro di cui 41,2 milioni finanziati da Regione Lombardia e la parte restante dalla Provincia di Mantova. L'infrastruttura che ha una lunghezza complessiva di 6 chilometri prevalentemente realizzati in trincea, ed è l’opera finanziariamente più impattante sul territorio provinciale dal dopoguerra.
Fra il 1884 e il 1933 la località era servita da una stazione posta lungo la tranvia Brescia-Mantova-Ostiglia.

## Amministrazione
| Periodo        | Periodo        | Primo cittadino    | Partito                       | Carica  | Note   |
| -------------- | -------------- | ------------------ | ----------------------------- | ------- | ------ |
| 13 giugno 2004 | 29 maggio 2006 | Carlo Maccari      | Lista civica                  | Sindaco |        |
| 29 maggio 2006 | 16 maggio 2011 | Graziano Pelizzaro | Lista civica                  | Sindaco |        |
| 16 maggio 2011 | 5 giugno 2016  | Sergio Desiderati  | Lista Civica - per Guidizzolo | Sindaco |        |
| 5 giugno 2016  | 4 ottobre 2021 | Stefano Meneghelli | SiAmo Guidizzolo              | Sindaco |        |
| 4 ottobre 2021 | in carica      | Stefano Meneghelli | SiAmo Guidizzolo              | Sindaco | [ 38 ] |

### Gemellaggi
- Anghiari, dal 2005.

## Sport
L’offerta del centro sportivo si presenta completa e variegata. Su via Matteotti si trovano l’ingresso carrabile e l’ingresso riservato agli atleti che devono accedere al campo da calcio a 11 ed alla struttura geodetica con campo polifunzionale (calcio a 5, pallavolo, tamburello indoor e pallacanestro), situati sulla destra dell’ingresso principale carrabile. Sulla sinistra, invece, si trova un’area composta da una piastra in cemento ad uso libero, due campi da calcio da allenamento, uno per il calcio a 7/8 in terra ed uno per il calcio a 11 sempre in terra ed un campo da calcio a 7 in erba. Successivamente si trovano un campo da beach volley in sabbia ed il Tennis Club, la cui struttura è composta da 4 campi da tennis, due in erba sintetica sempre coperti e due in terra rossa, e dal blocco bar e spogliatoi. In fondo al viale alberato, sulla destra, troviamo invece il campo da tamburello comprensivo degli spogliatoi dedicati.

### La Mille Miglia e la tragedia di Guidizzolo
L'incidente avvenne il 12 maggio 1957 alle ore 16.04 nel tratto tra Cerlongo e Guidizzolo nei pressi del km 21 durante la corsa delle Mille Miglia. Il pilota spagnolo Alfonso de Portago uscì di strada con la sua Ferrari 335 S lanciata ad una velocità superiore ai 250 km/h rimanendo ucciso insieme al suo navigatore Edmund Gurner Nelson e a 9 persone (tra cui cinque bambini) che assistevano al passaggio della celebre competizione automobilistica. Sulla strada provinciale 236, in prossimità del luogo della strage, fu eretto un monumento commemorativo; questo incidente (ripreso nella pellicola del 2023 Ferrari) segnò la fine della Mille Miglia tradizionale.